# Chironomus javanus
Chironomus javanus är en tvåvingeart som beskrevs av Jean-Jacques Kieffer 1924. Chironomus javanus ingår i släktet Chironomus och familjen fjädermyggor. Inga underarter finns listade i Catalogue of Life.